# Free Baha’i Faith
Free Baha’i Faith (wcześniej znane również pod nazwą: World Union for Universal Religion and Universal Peace) – niewielkie wyznanie bahaickie, którego historia rozpoczyna się w 1922 roku. Założycielką wyznania była Amerykanka Ruth White, która po otrzymaniu w styczniu 1922 informacji o powierzeniu funkcji lidera Shoghi Effendiemu, rozpoczęła badania w sprawie ważności sukcesji. Początkowo sprzeciwiała się tylko niektórym centralizującym posunięciom Efendiego, lecz już w 1927 stwierdziła, że testament Abdula-Bahy został sfałszowany przez Effendiego. Do White przyłączył się jeden z czołowych niemieckich bahaitów Wilhelm Herrigal. Zainspirowany jej ideami i przy jej pomocy założył w 1930 niewielką organizacją rozłamową w łonie bahaizmu – Baha’i World Union, Po śmierci Herrigala w 1932 niemal wszyscy członkowie organizacji powrócili do głównego ruchu bahaickiego. W 1937 Baha’i World Union została zdelegalizowana rząd Rzeszy. Reaktywowano ją po II wojnie światowej pod nazwą World Union for Universal Religion and Universal Peace.
Wyznawcy Free Baha’i Faith sprzeciwiali się głównie instytucjonalizacji bahaizmu prowadzonej przez Effendiego (co ich zdaniem było sprzeczne z wolą Abdula-Bahy) oraz zastępowaniem indywidualnych rozważań religijnych członków wspólnoty odgórną decyzja przywódców.
Grupa wywodząca się od White po pewnym czasie niemal całkowicie zanikła (sama White została w latach czterdziestych wyznawczynią Mehera Baby), jednak na początku lat siedemdziesiątych XX wieku została ponownie ożywiona przez Hermanna Zimmera. Obecnie znów jest w zaniku posiadając jedynie kilku wyznawców w Niemczech (i prawdopodobnie w USA) – według samego wyznania wyznawcy zamieszkują w kilku krajach. Celem ich jest stworzenie w przyszłości nowego Domu Sprawiedliwości zarządzającego wspólnota bahaicką. Wyznawcy Free Baha’i Faith określają główne wyznanie bahaickie z siedzibą w Hajfie mianem szogizmu. Większość założeń religijnych i społecznych wspólnoty jest identyczna z głównym nurtem bahaizmu.